# Ernst Unger (Mediziner, 1875)
Ernst Unger (* 2. April 1875 in Berlin; † 13. September 1938 in Prenzlau) war ein deutscher Chirurg.

## Leben
Ernst Unger studierte Medizin und promovierte 1898. In den Jahren 1903 bis 1906 war er Schüler Ernst von Bergmanns, anschließend Oberarzt an der I. Chirurgischen Universitätsklinik und übernahm 1919 die II. Chirurgische Abteilung am Rudolf-Virchow-Krankenhaus. 1932 richtete er den ersten zentralen Blutspendedienst Deutschlands ein. Unger war Professor der Medizin und wurde wegen seiner jüdischen Herkunft im April 1933 aus seinen Ämtern gedrängt. und 1936 gezwungen, seine Privatklinik zu verkaufen. Im Jahr 1938 verunglückte er tödlich bei einem Autounfall auf der Autobahn und starb im Kreiskrankenhaus Prenzlau.
Unger gilt als ein Pionier der Organtransplantation. Er leistete fundamentale Arbeiten zur Nierentransplantation. In den Jahren 1909 bis 1910 führte er Nierentransplantationen zwischen Hunden verschiedener Rassen durch. Bis 1910 konnte Unger über einhundert Transplantationen berichten, die jedoch letztendlich alle nicht auf Dauer erfolgreich waren. Ende 1909 versuchte er, einem Affen die Niere eines totgeborenen Kindes zu transplantieren; auch dieser Versuch scheiterte. Das Misslingen dieses Versuches führte Unger auf rein technische Probleme zurück. 1910 transplantierte er die beiden Nieren eines Schweinsaffen aus Borneo in die Leiste einer 21-jährigen Patientin, bei welcher sich ein Nierenversagen andeutete. Die Frau starb am zweiten Tag nach dem Eingriff an einem Lungenödem. Unger folgerte, dass zwischen Tieren und Menschen eine biochemische Barriere existiert, welche entsprechende Transplantationen unmöglich macht.
Mit Fritz Bleichröder führte Unger eine Reihe von Experimenten mit Kathetern durch. Ziel war es, Medikamente punktgenau an die entsprechend betroffenen Organe zu platzieren.

## Privatklinik

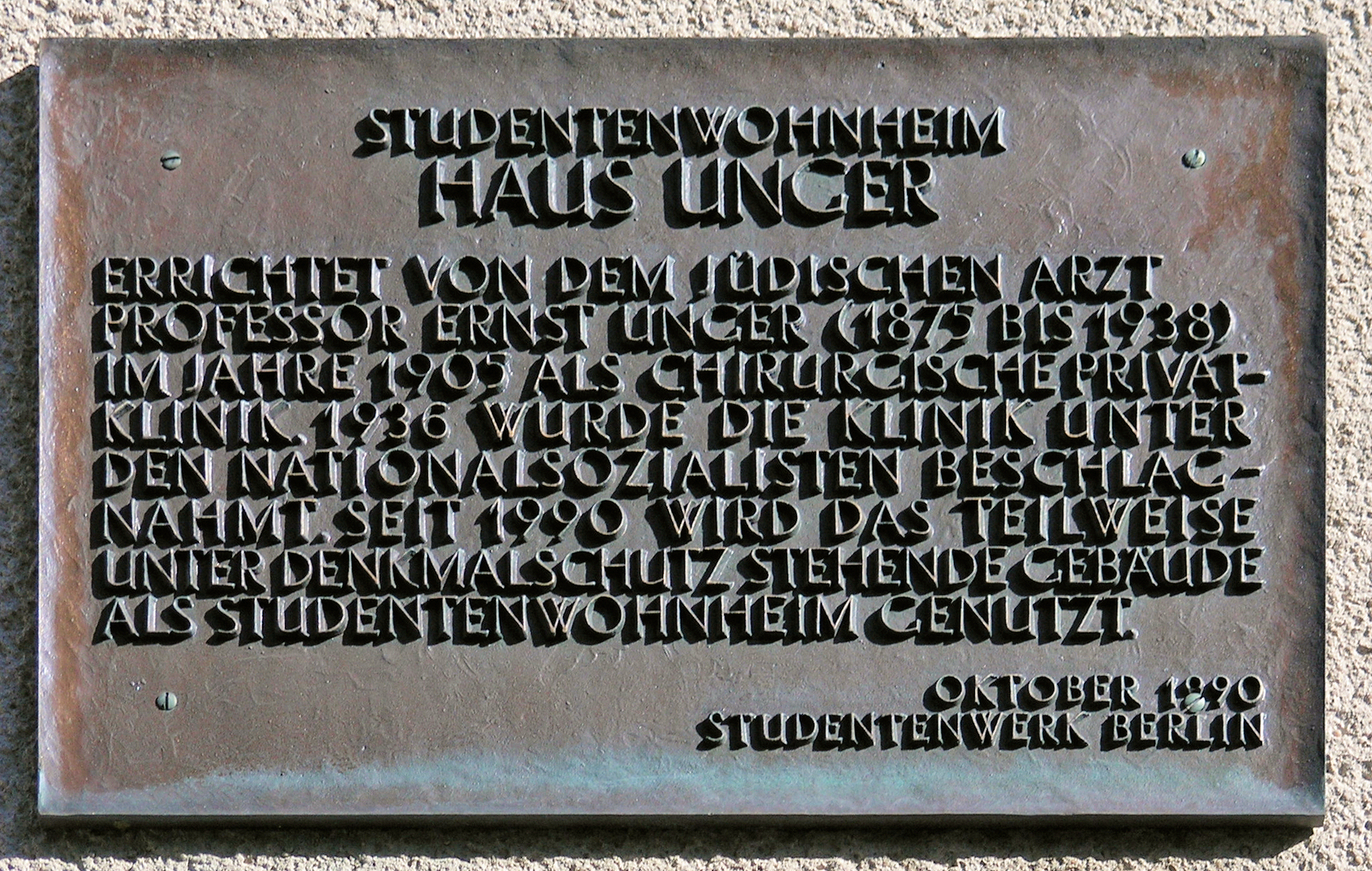
Gedenktafel Derfflingerstr 21 (Tierg) Ernst Unger

Ernst Unger hatte sich 1905 von den Architekten Alfred Breslauer und Paul Salinger in Berlin-Tiergarten eine fünfgeschossige Privatklinik errichten lassen. Das Gebäude trägt den Namen Haus Unger und steht aktuell unter Denkmalschutz.

## Veröffentlichungen (Auswahl)
- Das Colostrum. Friedrich-Wilhelms-Universität zu Berlin, 1898.
- Über Nierentransplantation. In: Berliner Klinische Wochenschrift. Jahrgang 46, 1909, S. 1057–1060.
- Nierentransplantationen. In: Berliner Klinische Wochenschrift. Jahrgang 47, 1910, S. 573–578.
- Bemerkungen zur intraarterielle Therapie. In: Berliner Klinische Wochenschrift. Jahrgang 49, 1912, S. 1504.
- Über die Technik der Organtransplantationen: (Ausschliesslich Geschlechtsorgane). Urban & Schwarzenberg, 1930.